# Spelyngochthonius
Genre
Spelyngochthonius est un genre de pseudoscorpions de la famille des Chthoniidae.

## Distribution
Les espèces de ce genre se rencontrent en Europe du Sud.

## Liste des espèces
Selon Pseudoscorpions of the World (version 3.0) :
- Spelyngochthonius beieri Gardini, 1994
- Spelyngochthonius dewaelei Gardini, 2008
- Spelyngochthonius grafittii Gardini, 1994
- Spelyngochthonius heurtaultae Vachon, 1967
- Spelyngochthonius provincialis Vachon & Heurtault-Rossi, 1964
- Spelyngochthonius sardous Beier, 1955

## Publication originale
- Beier, 1955 : Höhlen-Pseudoscorpione aus Sardinien. Fragmenta Entomologica, vol. 2, p. 41-46.